# Hymenogaster griseus
Hymenogaster griseus är en svampart som beskrevs av Vittad. 1831. Enligt Catalogue of Life ingår Hymenogaster griseus i släktet Hymenogaster,  och familjen Strophariaceae, men enligt Dyntaxa är tillhörigheten istället släktet Hymenogaster,  och familjen buktryfflar. Artens status i Sverige är: Ej påträffad. Inga underarter finns listade i Catalogue of Life.